# Icor
En la mitología griega, el icor (del griego antiguo ἰχώρ ikhốr) era el mineral presente en la sangre de los dioses, o la propia sangre. Esta sustancia mítica, de la que se decía a veces que también estaba presente en la ambrosía o el néctar que los dioses comían en sus banquetes, era lo que los hacía inmortales. En apariencia dorado, cuando un dios era herido y sangraba, el icor era venenoso para los mortales, matando inmediatamente a todos los que entraban en contacto con la sangre de un inmortal.
Homero describe en la Ilíada (Canto V, v. 339–342) de la siguiente manera el momento en el que Afrodita fue herida por Diomedes:

Brotó la sangre divina, o por mejor decir,
el icor; que tal es lo que tienen los bienaventurados dioses,
pues no comen pan ni beben vino negro,
y por esto carecen de sangre y son llamados inmortales.